# Patrolowce typu Nornen
Patrolowce typu Nornen – typ pięciu przybrzeżnych okrętów patrolowych zbudowanych dla Norweskiej Straży Wybrzeża w Stoczni Remontowej „Gryfia” w Szczecinie. Ich głównym zadaniem są poszukiwanie i ratownictwo, zwalczanie pożarów, ochrona środowiska oraz służba celna i policyjna.

## Konstrukcja
Typ Nornen składa się z pięciu okrętów zaprojektowanych w norweskim biurze konstrukcyjnym Skipsteknisk AS (projekt ST-610). Kontrakt na budowę patrolowców został podpisany 24 listopada 2004 r., a same okręty zostały dostarczone w ciągu 12-14 miesięcy. Patrolowce zostały wydzierżawione na 15 lat. Okręty typu Nornen wyparły pięć starszych okrętów przybrzeżnej straży wybrzeża. Nowe patrolowce mają o wiele lepszą charakterystykę, w tym dzielność morską (są większe), uciąg na palu, zdolność zwalczania pożarów oraz w skuteczniejszy sposób zbierają rozlaną ropę.
Patrolowce typu Reine mają taką samą konstrukcję, lecz są zmodyfikowane odpowiednio dla Sjøheimevernet.

## Historia operacyjna
W październiku 2011 r. rząd Norwegii ogłosił, że zakupił pięć okrętów za 477 mln koron od Remøy Shipping, od których wcześniej wynajmował wszystkie statki, co powinno skutkować oszczędnościami 111 mln koron, zanim okręty zostaną zezłomowane w 2030 roku.

## Okręty
Okręty typu Nornen zostały ochrzczone imionami z mitologii nordyckiej.
- KV „Nornen” (W330)
- KV „Farm” (W331)
- KV „Heimdal” (W332)
- KV „Njord” (W333)
- KV „Tor” (W334)